# Keplerstraße 61 (Mönchengladbach)

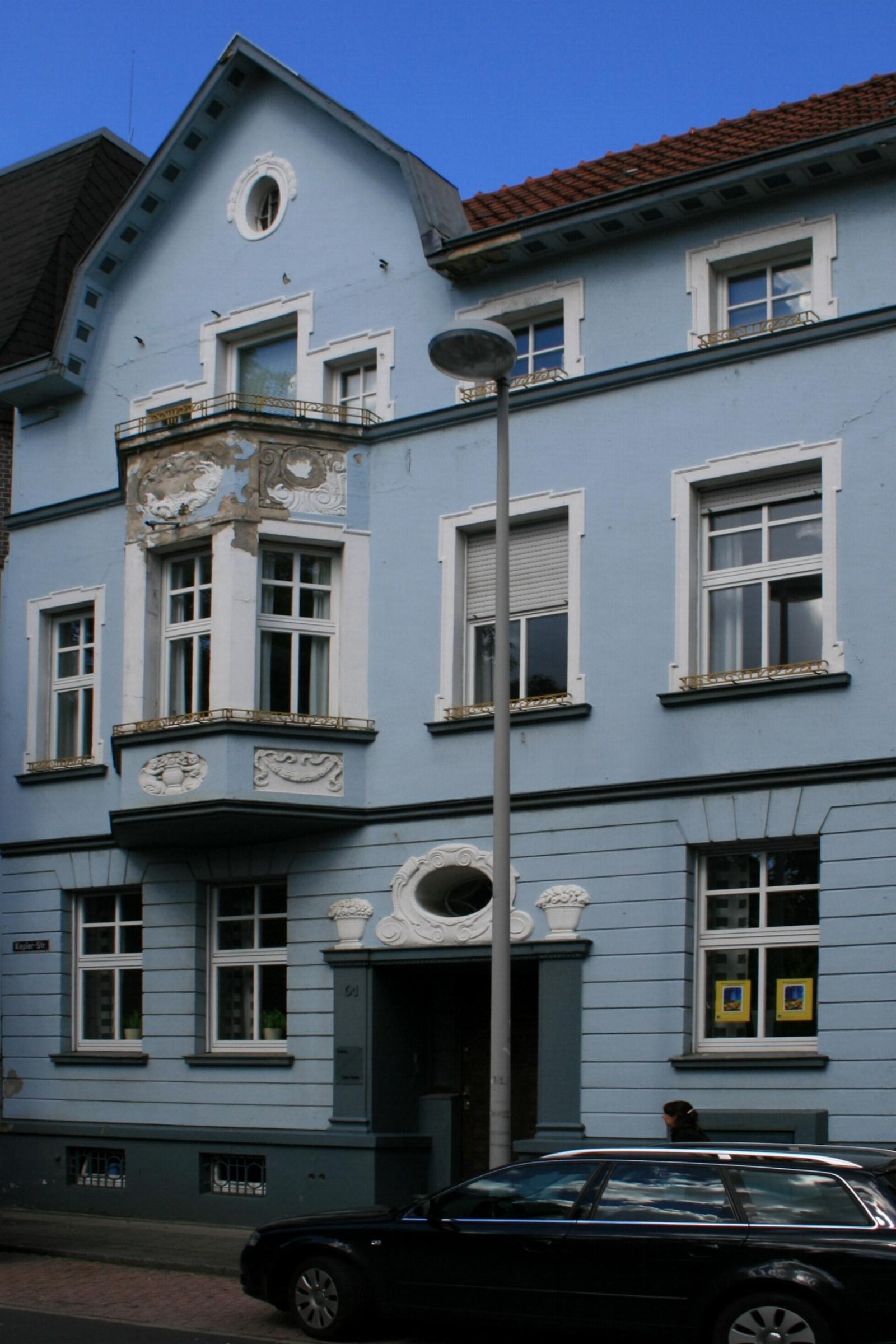
Wohnhaus (2010)

Das Wohnhaus Keplerstraße 61 steht im  Stadtteil Rheydt in Mönchengladbach (Nordrhein-Westfalen).
Das Gebäude wurde Anfang des 20. Jahrhunderts erbaut. Es wurde unter Nr. K 002  am 4. Dezember 1984 in die Denkmalliste der Stadt Mönchengladbach eingetragen.

## Architektur
Das Haus Nr. 61 bildet zusammen mit Haus Nr. 63 eine dreigeschossige Doppelhauslösung mit Satteldach einschl. Mezzaningeschoss. Baujahr Anfang 20. Jahrhundert. Die Doppelhausgruppe ist hinsichtlich sämtlicher Architekturteile wie Giebel, Erker, Eingangstür und Fenster absolut symmetrisch.